# لوک دیویس
لوک دیویس (متولد سال ۱۹۶۲) نویسنده اهل استرالیا است.او در زمینه‌ی شعر، رمان و فیلمنامه فعالیت می‌کند. مشهورترین آثار او Candy: A Novel of Love and Addict (که در سال ۲۰۰۶ برای پرده سینما اقتباس شده بود) و فیلمنامه فیلم شیر (۲۰۱۶) که نامزد دریافت جایزه اسکار بهترین فیلم‌نامه اقتباسی برای آن شد. دیویس همچنین فیلم نامه فیلم اخبار جهان را به طور همزمان نوشت .

## زندگی و حرفه نویسندگی
دیویس در دانشگاه سیدنی به تحصیل هنر پرداخت.
اولین مجموعه شعر او به نام چهار طرح برای آهن‌ربا در سال ۱۹۸۲ توسط SK Kelen در Glandular Press منتشر شد. مدت طولانی از چاپ، توسط پیت استریت شعر در سال۲۰۱۳ دوباره چاپ شد (با شعر و نثر اضافی). وی فیلمنامه فیلم آب نبات سال ۲۰۰۶ را با کارگردانی نیل آرمفیلد و بر اساس رمانش در سال ۱۹۹۷، آب نبات نوشت. این فیلم با بازی هیت لجر و ابی کورنیش به عنوان معتاد با هروئین مبارزه می‌کند. دیویس خود در سال ۱۹۹۰ بر اعتیاد به هروئین غلبه کرد و آن را شکست داد.